# Liste der Ortschaften im Bezirk Reutte
Die Liste der Ortschaften im Bezirk Reutte enthält die Gemeinden und ihre zugehörigen Ortschaften im Tiroler Bezirk Reutte (in Klammern stehen die Einwohnerzahlen zum Stand 1. Jänner 2024).
Kursive Gemeindenamen sind keine Ortschaften, in Klammern der Status Markt bzw. Stadt. Die Angaben erfolgen im offiziellen Gemeinde- bzw. Ortschaftsnamen, wie von der Statistik Austria geführt.
- Bach (419)
  - Schönau (52)
  - Stockach (169)

- Berwang (403)
  - Bichlbächle (5)
  - Brand (48)
  - Gröben (36)
  - Kleinstockach (8)
  - Mitteregg (20)
  - Rinnen (100)
  - Tal (2)

- Biberwier (671)

- Bichlbach (524)
  - Lähn (185)
  - Wengle (63)

- Breitenwang (1453)

- Ehenbichl (690)
  - Rieden (132)

- Ehrwald (2599)

- Elbigenalp (403)
  - Köglen (105)
  - Obergiblen (66)
  - Obergrünau (52)
  - Untergiblen (198)
  - Untergrünau (81)

- Elmen (346)
  - Klimm (8)
  - Martinau (48)

- Forchach (252)

- Grän (362)
  - Enge (24)
  - Haldensee (173)
  - Lumberg (53)

- Gramais (45)

- Häselgehr (543)
  - Grießau (143)

- Heiterwang (550)

- Hinterhornbach (91)

- Höfen (1282)

- Holzgau (389)

- Jungholz (311)

- Kaisers (72)

- Lechaschau (2092)

- Lermoos (1063)
  - Obergarten (41)
  - Untergarten (62)

- Musau (391)

- Namlos (31)
  - Kelmen (27)

- Nesselwängle (406)
  - Haller (38)
  - Rauth (34)

- Pfafflar
  - Boden (33)
  - Bschlabs (64)

- Pflach (1013)
  - Oberletzen (511)
  - Unterletzen (102)

- Pinswang
  - Oberpinswang (135)
  - Unterpinswang (286)

- Reutte (Markt; 7275)

- Schattwald (123)
  - Fricken (95)
  - Kappl (75)
  - Rehbach (8)
  - Steig (34)
  - Wies (129)

- Stanzach (515)

- Steeg (240)
  - Dickenau (97)
  - Hägerau (184)
  - Hinterellenbogen (62)
  - Lechleiten (70)

- Tannheim (1166)

- Vils (Stadt; 1512)

- Vorderhornbach (274)

- Wängle (610)
  - Hinterbichl (36)
  - Holz (176)
  - Winkl (172)

- Weißenbach am Lech (1229)
  - Gaicht (27)

- Zöblen (245)